# Jessica Meir
Jessica Ulrika Meir (* 1. Juli 1977 in Caribou, Maine) ist eine US-amerikanisch-schwedische Astronautin. Ihr erster Raumflug führte am 25. September 2019 mit der Mission Sojus MS-15 zur Internationalen Raumstation (ISS).

## Lebenslauf
Meir wuchs in Caribou, Maine als jüngstes von fünf Kindern eines irakisch-israelischen Arztes und einer schwedischen Krankenschwester auf.
Nach ihrem Abschluss an der Caribou High School erlangte Meir 1999 den Bachelor of Arts in Biologie an der Brown University in Rhode Island, im Jahr darauf schloss sie mit dem Master in Weltraumforschung an der elsässischen International Space University ab. Von 2000 bis 2003 arbeitete sie am Lyndon B. Johnson Space Center und nahm im Rahmen ihrer dortigen Arbeit 2002 als Aquanautin an der Mission NEEMO 4 teil.
Sie promovierte 2009 in Meeresbiologie am Scripps Institution of Oceanography in San Diego. Ihre Forschung konzentriert sich auf die Untersuchung der Physiologie von Tieren unter extremen Umweltbedingungen. Seit 2012 ist sie als Assistenzprofessorin am Massachusetts General Hospital tätig. 2020 wurde Meir der Ehrendoktortitel der Technischen Universität Luleå, Schweden verliehen.

## Astronautentätigkeit

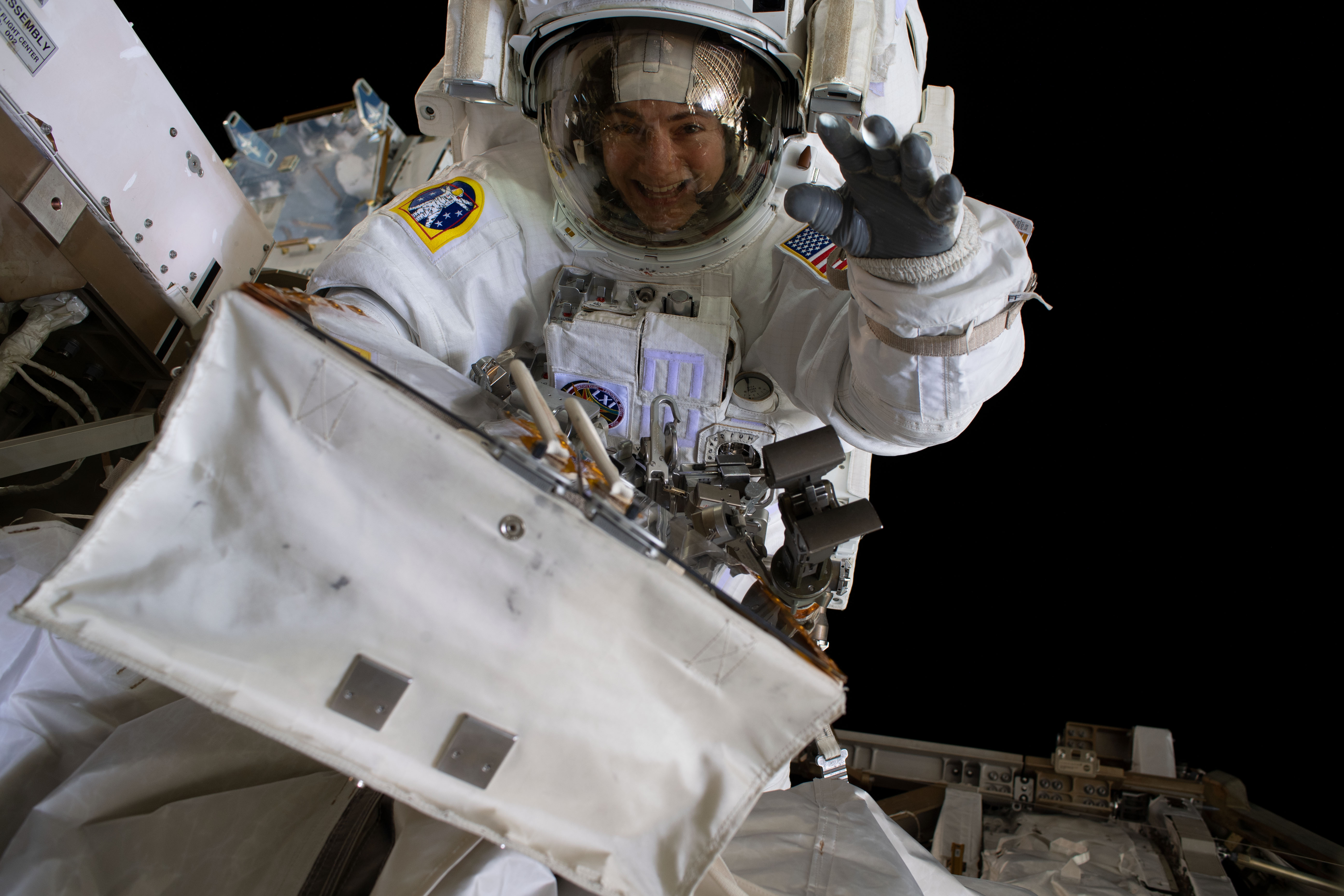
Jessica Meir während des historischen Außenbordeinsatzes (18. Oktober 2019)

Meir bewarb sich 2009 um einen Platz in der NASA-Astronautengruppe 20, schied aber in der letzten Runde des Bewerbungsverfahrens aus. Am 17. Juni 2013 wurde sie als eines von acht Mitgliedern der NASA-Astronautengruppe 21 ausgewählt. Im Juli 2015 schloss sie das Astronautentraining ab.
Ihr erster Raumflug startete am 25. September 2019 mit der Mission Sojus MS-15 zur Internationalen Raumstation (ISS), gemeinsam mit Oleg Skripotschka und Hassa al-Mansuri. Als Bordingenieurin war sie dort Mitglied der ISS-Expedition 61 und ISS-Expedition 62. Nach gut sechs Monaten auf der ISS kehrte sie am 17. April 2020 zur Erde zurück. Meir war aufgrund ihrer doppelten Staatsbürgerschaft die erste schwedische Frau im Weltraum.
Am 18. Oktober 2019 absolvierte Meir ihren ersten Außenbordeinsatz; gemeinsam mit Christina Koch tauschte sie eine defekte Lade-/Entladeeinheit für die Batterien der Station aus. Da zum ersten Mal ein rein weibliches Team im Einsatz war, erregte dieser Weltraumspaziergang große Aufmerksamkeit. Er dauerte sieben Stunden und 17 Minuten, einschließlich einer kurzen Live-Fernsehschaltung zu US-Präsident Donald Trump und Vizepräsident Mike Pence.
Im Dezember 2020 wurde Meir als Kandidatin für Mondflüge im Rahmen des Artemis-Programms ausgewählt.